# Bataille de Kleverhamm

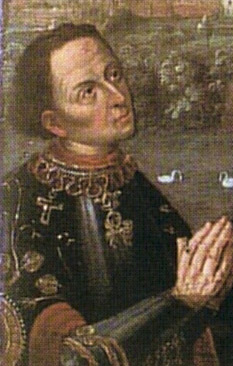
Adolphe Ier de Clèves (fragment d'une peinture du XVIIe siècle, d'auteur inconnu).

La bataille de Kleverhamm (ou Cleverhamm) s'est tenue le 7 juin 1397 près de la ville de Clèves. Elle a opposé principalement le Duc Guillaume II de Berg au Comte Théodore IX de La Marck et à son frère Adolphe Ier de Clèves.

## Raison du conflit
Le différend provient d'une taxe annuelle de 2400 florins versée par Rheinzoll à Kaiserswerth. Celle-ci, le château et ses possessions ont été acquis par Gérard VI de Juliers, Comte de Berg en 1360. En 1368, son fils Guillaume II de Berg gage le tout.
Le Comte Théodore IX de La Marck reçoit cette rente en 1393. Mais sa cousine Margaret de la Marck († 1410) (Fille d'Englebert III de la Marck) et son mari, Philippe de Falkenstein et Münzenberg, la revendiquent également.
Après l'échec des revendications de ceux-ci, Guillaume II, qui entretemps est devenu Duc, fait sa propre revendication. Peut-être aurait-il été désavantagé après le conflit, se sentant sous la domination des comtés de la Marck et de Clèves. Il annonce en 1395 qu'il prendra ces possessions, par la force si besoin.

## La guerre
Au printemps 1397, le Duc Guillaume de Berg, son cousin Guillaume VII de Juliers et d'autres nobles pénètrent dans le comté de Clèves et descendent le Rhin tout en pillant jusqu'au château de Lobith, puis plus loin jusqu'à Clèves.

## La bataille
Les forces du Comte Adolphe et de son frère rencontrèrent l'ennemi sur la Neerveld et en sortirent victorieuses. 90 chevaliers et 2000 soldats à pied furent capturés.

## Conséquences
Le Duc Guillaume et ses hommes furent libérés contre une rançon importante, les obligeant à contracter de lourds emprunts. Beaucoup de chevaliers perdirent leurs fiefs et durent changer de suzerain. La puissance du Duc de Berg en fut donc considérablement limitée, en faveur du Comte de Clèves.
Un an plus tard, Théodore IX de La Marck mourut au siège de la forteresse d'Elberfeld, et les terres de Mark et de Clèves furent réunies dans les mains du Comte Adolphe, son frère. Celui-ci devint alors le premier Duc de Clèves et Comte de la Marck.
À cause des dettes et probablement par peur de perdre leur héritage, le Duc Guillaume fut déshérité par ses propres enfants. Le conflit eut une influence sur l'ensemble des branches du pouvoir du comte de Clèves.
Bernd von Strünkede (1334-1419), jusqu'alors un vassal influent de Clèves sur la rivière Emscher, se retourna contre le Comte durant le combat de 1397, et rendit son château par contrat disponible au Duc Guillaume II de Berg. La défaite de Guillaume lui fit perdre son fief, qu'Adolphe de Clèves ne lui rendit qu'en 1399.